# Cephalaria coriacea
Cephalaria coriacea là một loài thực vật có hoa trong họ Kim ngân. Loài này được (Willd.) Roem. & Schult. ex Steud. mô tả khoa học đầu tiên năm 1840.